# Adikarto (Adimulyo)
Adikarto is een bestuurslaag in het regentschap Kebumen van de provincie Midden-Java, Indonesië. Adikarto telt 1759 inwoners (volkstelling 2010).